# Scopelogena verruculata
Scopelogena verruculata är en isörtsväxtart som först beskrevs av Carl von Linné, och fick sitt nu gällande namn av L. Bol. Scopelogena verruculata ingår i släktet Scopelogena och familjen isörtsväxter. Inga underarter finns listade i Catalogue of Life.